# كيث هاميلتون (لاعب كرة قدم أمريكية)
كيث هاميلتون (بالإنجليزية: Keith Hamilton)‏ هو لاعب كرة قدم أمريكية أمريكي، ولد في 25 مايو 1971 في باترسون في الولايات المتحدة.

## وصلات خارجية
- كيث هاميلتون على موقع مرجع كرة القدم المحترفة.كوم (الإنجليزية)